# Burkhard Backes
Burkhard Backes (* 26. April 1975 in Euskirchen) ist ein deutscher Ägyptologe.

## Leben
Er studierte von 1995 bis 1998 Ägyptologie und Vor- und Frühgeschichte in Bonn und von 1998 bis 1999 Ägyptologie und Kunstgeschichte in Straßburg, wo er 1999 Maîtrise (histoire de L’art et archéologie – mention archéologie) wurde. Das Promotionsstudium (1999–2003) in Bonn schloss er 2003 mit der Promotion in Ägyptologie ab. Von 1999 bis 2008 war er wissenschaftliche Hilfskraft und wissenschaftlicher Mitarbeiter im Totenbuch-Projekt an der Universität Bonn. Als Departmental Lecturer in Egyptology am Oriental Institute war er von 2008 bis 2010 an der University of Oxford tätig. Von 2010 bis 2012 war er wissenschaftlicher Angestellter an der Universität Tübingen mit eigener Stelle für das Projekt Papyrus Schmitt (DFG). Von 2012 bis 2014 war er Postdoktorand am Graduiertenkolleg Formen von Prestige in Kulturen des Altertums an der Ludwig-Maximilians-Universität München. Nach der Habilitation 2014 (Ägyptologie) wurde er Privatdozent in Tübingen. Von 2015 bis 2016 war er wissenschaftlicher Angestellter an der Universität Tübingen (Bridging Funds), von 2016 bis 2019 mit eigener Stelle für das Projekt Sarkophag und Sarg der Aaschyt (DFG), von 2019 bis 2022 für das Projekt Zwei Bestattungsensembles der Spätzeit aus Theben im Berliner Ägyptischen Museum (ÄM 3–6 und 50–54).
Seine Schwerpunkte sind Inhalte, Überlieferung und Verwendung funerärer Texte im Alten Ägypten, das ägyptische Totenbuch, Textedition und Textkritik.

## Schriften (Auswahl)
- Rituelle Wirklichkeit. Über Erscheinung und Wirkungsbereich des Webergottes Hedjhotep und den gedanklichen Umgang mit einer Gottes-Konzeption im Alten Ägypten (= Rites égyptiens. Band 9). Brepols, Turnhout 2001, ISBN 2-503-51285-2 (zugleich Examensarbeit, Straßburg 1999).
- Das altägyptische „Zweiwegebuch“. Studien zu den Sargtext-Sprüchen 1029–1130 (= Ägyptologische Abhandlungen. Band 69). Harrassowitz, Wiesbaden 2005, ISBN 3-447-05237-6 (zugleich Dissertation, Bonn 2003).
- Wortindex zum späten Totenbuch (pTurin 1791) (= Studien zum Altägyptischen Totenbuch. Band 9). Harrassowitz, Wiesbaden 2005, ISBN 3-477-05258-9.
- Drei Totenpapyri aus einer thebanischen Werkstatt der Spätzeit. (pBerlin P. 3158, pAberdeen ABDUA 84023, pBerlin P. 3159) (= Handschriften des Altägyptischen Totenbuches. Band 11). Harrassowitz, Wiesbaden 2009, ISBN 978-3-447-05810-0.
- mit Svenja A. Gülden, Holger Kockelmann, Marcus Müller-Roth, Irmtraut Munro und Simone Stöhr: Bibliographie zum altägyptischen Totenbuch (= Studien zum Altägyptischen Totenbuch. Band 13). 2. erweiterte Auflage, Harrassowitz, Wiesbaden 2009, ISBN 978-3-447-05865-0.
- als Herausgeber mit Alexandra Verbovsek und Catherine Jones: Methodik und Didaktik in der Ägyptologie. Herausforderungen eines kulturwissenschaftlichen Paradigmenwechsels in den Altertumswissenschaften (= Ägyptologie und Kulturwissenschaft. Band 4). Fink, Paderborn 2011, ISBN 3-7705-5185-0.
- als Herausgeber mit Caroline von Nicolai: Kulturelle Kohärenz durch Prestige. Beiträge zum Forschungskolloquium des Graduiertenkollegs „Formen Von Prestige in Kulturen des Altertums“ München 20.–22. Februar 2013 (= Münchner Studien zur alten Welt. Band 10). Utz, München 2014, ISBN 3-8316-4263-X.
- als Herausgeber mit Jacco Dieleman: Liturgical texts for Osiris and the deceased in Late Period Egypt. Proceedings of the colloquiums at New York (ISAW), 6 May 2011, and Freudenstadt, 18–21 July 2012 (= Studien zur spätägyptischen Religion. Band 15). Harrassowitz, Wiesbaden 2015, ISBN 978-3-447-10369-5.
- Der „Papyrus Schmitt“ (pBerlin P. 3057). Ein funeräres Ritualbuch der ägyptischen Spätzeit. Edition und Textkommentar (= Ägyptische und orientalische Papyri und Handschriften des Ägyptischen Museums und Papyrussammlung Berlin. Band 4). De Gruyter, Berlin 2016, ISBN 3-11-041448-1 (zugleich Habilitationsschrift, Tübingen 2014).
- Sarg und Sarkophag der Aaschyt (Kairo JE 47355 und 47267), Studien zu Altägyptischen Totentexten 21, Wiesbaden 2020, ISBN 978-3-447-11307-6.
- Tairkap und Pestjenfi. Zwei Bestattungsensembles der Spätzeit im Berliner Ägyptischen Museum (ÄM 3-6 und 50-54), Studien zu Altägyptischen Totentexten 22, Wiesbaden 2024, ISBN 978-3-447-12083-8.